# أليسون رايت (صحفية)
أليسون رايت (بالإنجليزية: Alison Wright)‏ هي مصورة أخبار وصحفية ومصورة أمريكية، ولدت في 1961 في سوميت في الولايات المتحدة.